# Bienvenida
Bienvenida è un comune spagnolo di 2 342 abitanti situato nella comunità autonoma dell'Estremadura.